# Варзея-душ-Кавалейруш
Варзея-душ-Кавалейруш (порт. Várzea dos Cavaleiros; МФА: [ˈvaɾ.zi.ɐ duʃ kɐ.vɐ.ˈɫɐj.ɾuʃ]) — парафія в Португалії, у муніципалітеті Сертан. Розташована в східній частині країни, на теренах історичної португальської провінції Бейра. Входить до складу округу Каштелу-Бранку. За адміністративним поділом, чинним до 1976 року, терени парафії були складовою провінції Нижня Бейра. Належить до Порталегрівсько-Каштелу-Бранківської діоцезії Католицької церкви. Патрон — святий Петро. Площа — 34,5064 км². Населення — 820 ос. (2011). Слабо урбанізований регіон. Густота населення — 23,76 осіб/км²
. Код — 050914.

## Населення
| Кількість мешканців | Кількість мешканців | Кількість мешканців | Кількість мешканців | Кількість мешканців | Кількість мешканців | Кількість мешканців | Кількість мешканців | Кількість мешканців | Кількість мешканців | Кількість мешканців | Кількість мешканців | Кількість мешканців | Кількість мешканців | Кількість мешканців |
| ------------------- | ------------------- | ------------------- | ------------------- | ------------------- | ------------------- | ------------------- | ------------------- | ------------------- | ------------------- | ------------------- | ------------------- | ------------------- | ------------------- | ------------------- |
| 1864                | 1878                | 1890                | 1900                | 1911                | 1920                | 1930                | 1940                | 1950                | 1960                | 1970                | 1981                | 1991                | 2001                | 2011                |
| 1 319               | 1 292               | 1 569               | 1 601               | 1 757               | 1 774               | 1 934               | 2 173               | 2 435               | 2 188               | 1 771               | 1 608               | 1 150               | 968                 | 820                 |